# Archaeodictyna
Archaeodictyna es un género de arañas araneomorfas de la familia Dictynidae. Se encuentra en la zona paleártica y la Ecozona afrotropical.

## Lista de especies
Según The World Spider Catalog 12.0:
- Archaeodictyna ammophila (Menge, 1871)
- Archaeodictyna anguiniceps (Simon, 1899)
- Archaeodictyna condocta (O. Pickard-Cambridge, 1876)
- Archaeodictyna consecuta (O. Pickard-Cambridge, 1872)
- Archaeodictyna minutissima (Miller, 1958)
- Archaeodictyna sexnotata (Simon, 1890)
- Archaeodictyna suedicola (Simon, 1890)
- Archaeodictyna tazzeiti (Denis, 1954)
- Archaeodictyna ulova Griswold & Meikle-Griswold, 1987